# Thalassodes hypoxantha
Thalassodes hypoxantha är en fjärilsart som beskrevs av Fletcher 1957. Thalassodes hypoxantha ingår i släktet Thalassodes och familjen mätare. Inga underarter finns listade i Catalogue of Life.